# 同担拒否
同担拒否（日语：どうたんきょひ）在日语中指拒绝分享。拒绝分享是御宅族（流行文化爱好者）表达立场的方式之一。 特指的一种固定的短语，它传达了所支持的对象是不想与其他相同的粉丝分享的对象。 相对应有“同担歓迎”。

## 概念
同担拒否最先出现，是在杰尼斯事务所旗下艺人的粉丝群体中。杰尼斯事务所旗下艺人粉丝将自己喜欢艺人A称作为“A担当”，艺人A就成为了粉丝的“担当”。如果支持相同的艺人的话就被称为“同担”。“同担拒否”表达了拒绝与他人分享喜欢的艺人，同样含义也有“同担NG”。
1990年代末，杰尼斯事务所旗下艺人的粉丝会随身携带一张卡片，展现了自己喜欢的艺人，用于展示自己的“担当”。同样也被用来展示“同担拒否”。后来随着发展，“担当”“同担拒否”一系列的用语也被用在非杰尼斯事务所旗下艺人的粉丝群体中。

## 心理原因
“同担拒否”在粉丝群体中高频率使用，但是事实上并不是每一个人都拒绝分享。在小群体社群即使是喜欢相同偶像也不会拒绝分享。但是在现实中，出现在现场表演中，如果跟“同担”坐在一起，会产生竞争感，导致对于“同担”的拒绝感。
“同担拒否”这一词出现在杰尼斯事务所旗下艺人粉丝群体中，是受到杰尼斯事务所旗下艺人粉丝群体的特征的影响。粉丝群体会以关爱的心态去看待艺人，并且重视自己与艺人之间的关系。这与传统艺术家和追随者之间的关系不同。另一方面，杰尼斯事务所旗下艺人粉丝对于自己的外表保持一个自卑的状态，所以对杰尼斯事务所旗下艺人有着向往的情绪。会在粉丝群体中产生假想敌的意识，所以会衍生出“同担拒否”的流行词出现。这一词的流行是为了保证在粉丝社群中保证对艺人间的喜爱不重叠，带有“同担拒否”标签的社群相对于大范围的社群人员数量较少。